# Azeville
Azeville település Franciaországban, Manche megyében. Lakosainak száma 77 fő (2022. január 1.). Azeville Saint-Marcouf, Émondeville, Fresville és Sainte-Mère-Église községekkel határos.

## Népesség
A település népességének változása:
| Lakosok száma | 102  | 83   | 73   | 78   | 92   | 95   | 85   | 80   | 78   | 77   |
|               | 1968 | 1982 | 1990 | 2006 | 2013 | 2015 | 2017 | 2019 | 2020 | 2022 |